# Luiz Inácio Lula da Silva
Luiz Inácio Lula da Silva, nato Luiz Inácio da Silva e noto semplicemente come Lula (AFI: [luˈiz iˈnasju ˈlulɐ dɐ ˈsiwvɐ] · ; Garanhuns, 27 ottobre 1945), è un politico e sindacalista brasiliano, presidente del Brasile dal 1º gennaio 2023 al suo terzo mandato (non consecutivo) avendo ricoperto precedentemente la carica dal 2003 al 2011.

## Biografia

### Primi anni
Lula nacque da una famiglia povera ed analfabeta a Caetés (fino al 1964 frazione del comune di Garanhuns) nello Stato brasiliano di Pernambuco. Allo stato civile la sua data di nascita risulta essere il 6 ottobre 1945, anche se Lula preferisce utilizzare la data che ricordava sua madre, il 27 ottobre. Nelle aree rurali del Brasile sono comuni discrepanze simili relative alla data di nascita nell'atto di stato civile.
Subito dopo la nascita di Lula, suo padre si trasferì nella città costiera di Santos (nello Stato di San Paolo). La madre di Lula ed i suoi otto figli lo raggiunsero nel 1952, dopo un difficoltoso viaggio di 13 giorni. Anche se il loro tenore di vita migliorò rispetto a Pernambuco, la loro vita era ancora molto difficile.
Lula ricevette poca istruzione formale: infatti lasciò la scuola dopo la quarta elementare. La sua vita lavorativa cominciò a 12 anni, come lustrascarpe e venditore di strada. A 14 anni trovò il suo primo lavoro regolare in una fabbrica di lavorazione del rame. Quindi proseguì gli studi ed ottenne un diploma equivalente al completamento della scuola superiore.
Nel 1956 la sua famiglia si trasferì nella città di San Paolo, che offriva maggiori opportunità. Lula, sua madre ed i suoi sette fratelli vissero in una piccola stanza nel retrobottega di un bar.
A 19 anni perse il mignolo della mano sinistra in un incidente, mentre lavorava come operatore di una pressa in una fabbrica di componenti automobilistici. È intorno a quel periodo che cominciò a interessarsi delle attività del sindacato, all'interno del quale ricoprì diversi importanti ruoli. La dittatura brasiliana si opponeva fortemente alle attività del sindacato e, per reazione, la visione politica di Lula si indirizzò a sinistra.

### Carriera nel sindacato
Nel 1978 fu eletto presidente del sindacato dei lavoratori dell'acciaio (Sindicato dos Metalurgicos do ABC) di São Bernardo do Campo e Diadema, le città dove si trova la stragrande maggioranza delle industrie automobilistiche e componentistiche (tra cui Ford, Volkswagen, Mercedes-Benz e altre) e tra le aree più industrializzate del Paese. Prima di ciò, tuttavia, Lula aveva già ricoperto diversi ruoli nello stesso sindacato, ed è grazie a ciò che, nei primi anni settanta, viaggiò negli Stati Uniti, proprio durante la dittatura militare del Brasile, per seguire un corso sui sindacati, sponsorizzato dall'AFL-CIO e da ICFTU-ORIT, l'organizzazione regionale per le Americhe dei sindacati anticomunisti della Confederazione Internazionale per il libero scambio. L'aver avuto stretti contatti con i sindacati nordamericani creò qualche imbarazzo a Lula quando intraprese vie più estremiste anni dopo. Verso la fine degli anni settanta, Lula collaborò in diverse attività dei principali sindacati, tra cui alcuni enormi scioperi. Fu incarcerato per un mese, ma fu rilasciato in seguito a proteste. Gli scioperi terminarono lasciando scontenti sia le forze sindacali, sia le fazioni filo-governative.

## Carriera politica
Il 10 febbraio 1980, nel pieno della dittatura militare brasiliana, un gruppo di professori universitari, dirigenti sindacali e intellettuali, tra cui Lula e Chico Mendes, fondarono il Partido dos Trabalhadores (PT), ovvero Partito dei Lavoratori, un partito di sinistra e con idee progressiste.
Nel 1982 aggiunse il soprannome Lula al suo nome legale. Nel 1983 partecipò alla creazione dell'associazione sindacale Central Única dos Trabalhadores (CUT). Nel 1984 il PT e Lula parteciparono alla campagna politica Diretas Já, che chiedeva un voto popolare diretto per le successive elezioni presidenziali. Secondo la Costituzione brasiliana del 1967, i presidenti erano eletti dai due rami del Congresso in seduta comune, più dei rappresentanti di tutte le Legislazioni Statali, ma questo era largamente considerata una buffonata in quanto, dal colpo di Stato militare, solo ufficiali militari di alto livello (tutti generali in pensione), scelti dopo una consultazione militare interna, venivano "eletti". Come risultato della campagna politica e dopo anni di lotte civili, le elezioni del 1989 furono le prime a eleggere direttamente un presidente dopo 29 anni.

### Elezioni

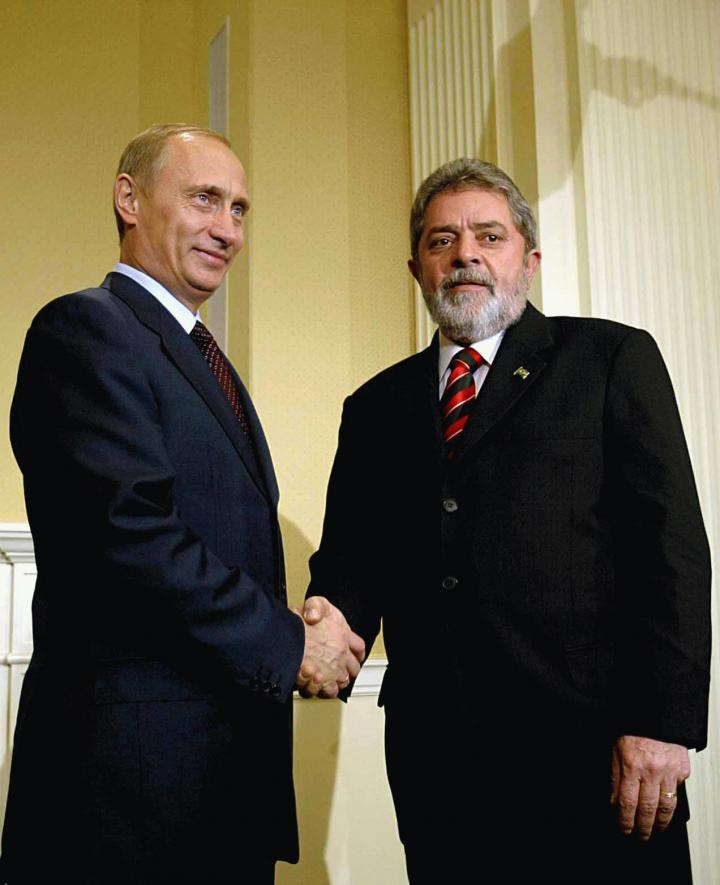
Lula e il presidente russo Vladimir Putin il 24 settembre 2003.

Lula si candidò a una carica pubblica per la prima volta nel 1982, come Governatore dello Stato di San Paolo. Perse, ma aiutò il suo partito a ottenere un numero sufficiente di voti, tali da sopravvivere.

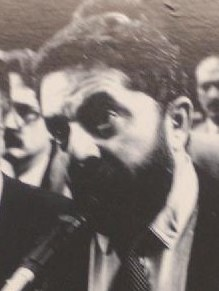
Lula nel 1989

Nelle elezioni del 1986, Lula conquistò un seggio al Congresso brasiliano. Il Partido dos Trabalhadores partecipò alla redazione della Costituzione post-dittatoriale; riuscirono a ottenere forti garanzie costituzionali ai diritti dei lavoratori, ma non ottennero una redistribuzione delle aree agrarie. Nonostante avessero partecipato al suo sviluppo, Lula e il suo partito si rifiutarono di firmare la nuova Costituzione.
Nel 1989, quando era ancora deputato, Lula si candidò alla presidenza, come rappresentante del PT. Nonostante fosse molto apprezzato da una grossa fetta della società brasiliana, non piaceva agli imprenditori e ai banchieri. Di conseguenza, fu preso di mira dai media (famosissimo il dibattito presidenziale contro Collor, pesantemente censurato da Rede Globo), e penalizzato da alcuni brogli durante le elezioni: per esempio, mancarono improvvisamente sezioni di voto in quartieri prevalentemente poveri, dove Lula era ampiamente favorito. Tutto ciò contribuì notevolmente alla sua sconfitta. I ricchi brasiliani non si fidarono del PT soprattutto perché questo si dipingeva come il primo partito movimento della classe operaia organizzato dalla base: il PT era infatti formato da una blanda coalizione di gruppi di sindacalisti, attivisti della base, cattolici di sinistra, socialdemocratici di centro-sinistra e piccoli gruppi trotskisti.
Al contrario, il Partito Laburista Brasiliano di Vargas era fondamentalmente una massiccia organizzazione costruita attorno ai vertici della burocrazia dei sindacati governativi.
Lula decise di non candidarsi nuovamente al seggio di deputato nel 1990, preferendo lavorare al miglioramento dell'organizzazione del PT nel Paese. Nel 1992 Lula partecipò alla campagna per deporre il presidente Fernando Collor de Mello, che lo aveva sconfitto nel 1989, dopo una serie di scandali legati a finanziamenti pubblici.

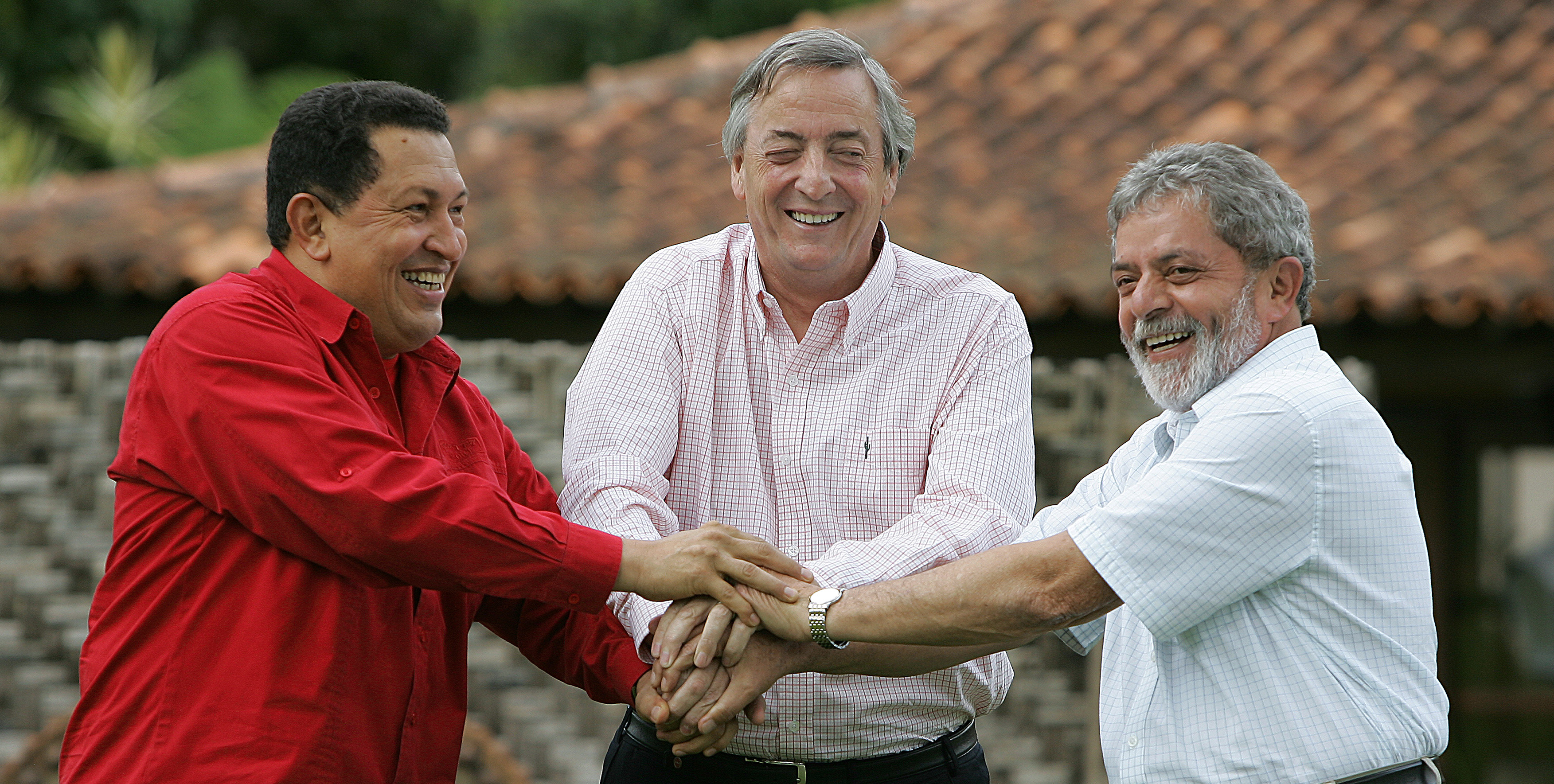
Hugo Chávez, Néstor Kirchner e Lula a Brasilia il 19 gennaio 2006.

Fu nuovamente candidato alla presidenza nel 1994 e nel 1998. Nelle elezioni del 1994, Lula fronteggiò Fernando Henrique Cardoso, ex Ministro delle Finanze e responsabile per il piano real, che portò l'inflazione brasiliana sotto controllo, dopo decenni di crescita a due cifre. Forte di questo risultato, Cardoso vinse le elezioni al primo turno. Nel 1998, Cardoso si ripresentò, grazie al passaggio di un emendamento costituzionale che permetteva al presidente di ricandidarsi, e vinse nuovamente al primo turno.

### Presidenza
Nella campagna elettorale del 2002, Lula abbandonò sia il suo abbigliamento informale sia il suo progetto di condizionare il pagamento dell'ingente debito estero a una verifica. Quest'ultimo punto aveva preoccupato molti economisti, imprenditori e banchieri, che temevano che anche solo un default parziale, congiunto al contemporaneo fallimento argentino, avrebbe avuto un effetto devastante sull'economia mondiale.
Lula divenne presidente dopo aver vinto il ballottaggio, nelle elezioni del 2002, contro il candidato di centro José Serra del Partito della Social Democrazia Brasiliana (PSDB). Lula fu eletto alle elezioni presidenziali il 27 ottobre 2002, al ballottaggio, con il 61% dei voti; ottenne 52,4 milioni di voti, ovvero il più alto numero di voti della storia democratica del Brasile del tempo (per quanto lo stesso Lula, in seguito, avrebbe battuto per ben due volte il suo stesso record: la prima volta alle successive elezioni in cui fu riconfermato con 58,2 milioni di voti e, più recentemente, alle elezioni del 2022 dove si ricandidò dopo essere stato scarcerato, vincendo con 60,3 milioni di voti).

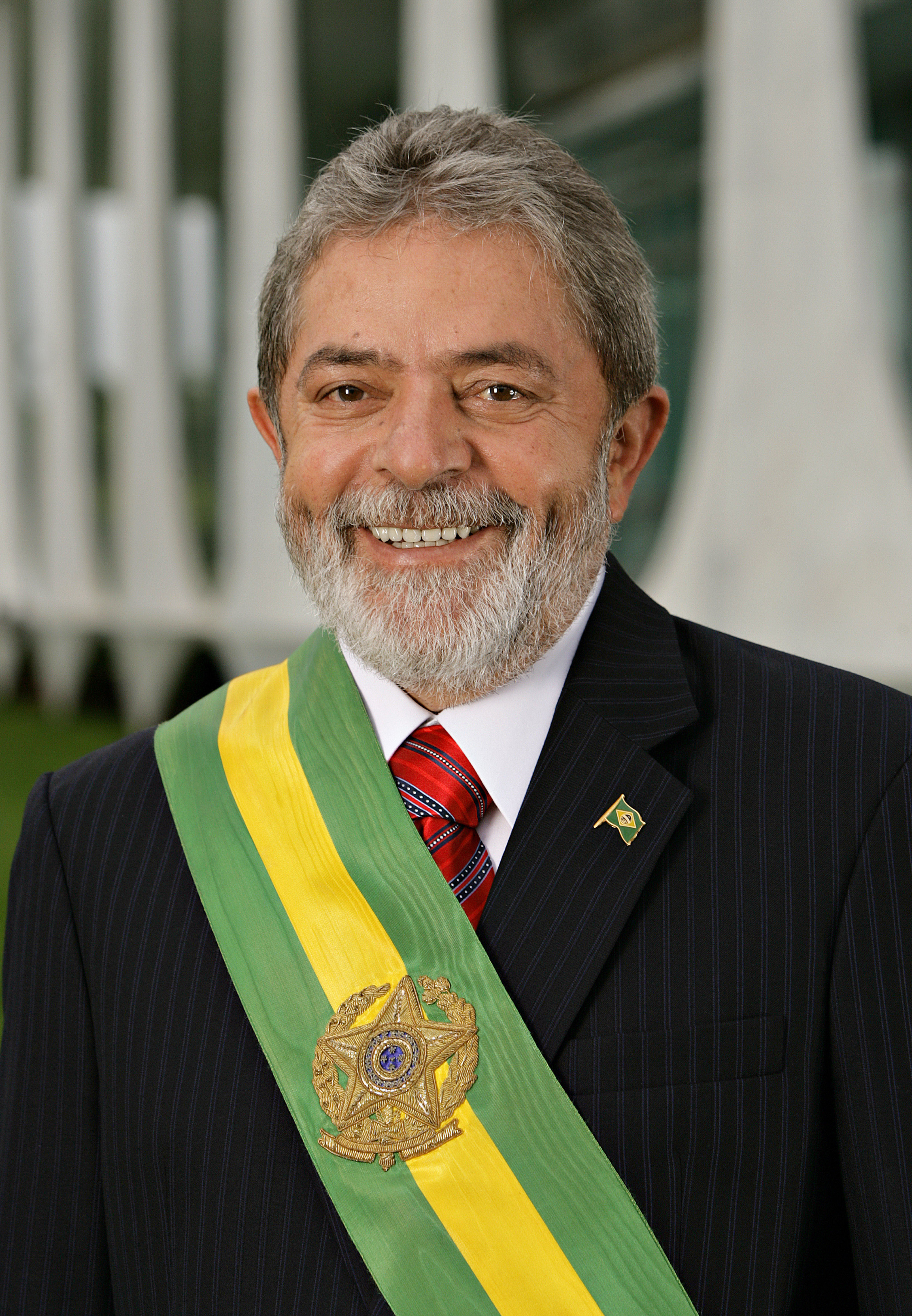
Ritratto ufficiale di Lula nel 2007 durante il suo secondo mandato da presidente del Brasile.

Assunse la carica il 1º gennaio 2003. Il suo vicepresidente, con cui fu eletto, era José Alencar, proveniente dal Partito Liberale.
Il 29 ottobre 2006 Lula è riconfermato presidente, con oltre il 60% dei voti al ballottaggio, sconfiggendo il candidato del PSDB Geraldo Alckmin. Al primo turno si era fermato poco sopra il 48%, non riuscendo quindi a centrare subito la vittoria nelle elezioni generali.

### Linea politica
Dall'inizio della sua carriera politica fino a oggi, Lula ha cambiato alcune delle sue idee originali e ha moderato le sue posizioni. Invece dei drastici cambiamenti sociali che ha proposto in passato, il suo governo ha scelto una linea riformista, approvando la nuova legislazione sulla pensione, le tasse, il lavoro e la giustizia, e discutendo sulla riforma universitaria. Pochissime delle riforme proposte sono state effettivamente attuate durante il mandato di Lula. Alcune ali del Partito dei Lavoratori in disaccordo con la crescente moderazione messa in atto dalla fine degli anni ottanta hanno lasciato il partito per formare ali dissidenti come il Partito Socialismo e Libertà.

#### Politiche sociali:Fome ZeroeBolsa Família
Lula ha posto i programmi sociali in cima alla sua agenda politica. Sin dall'inizio il suo programma principale era quello di sradicare la fame, seguendo la guida di progetti già messi in pratica dall'amministrazione Fernando Henrique Cardoso, ma ampliati dal nuovo programma Fome Zero ("Fame Zero"). Questo programma riunisce una serie di programmi con l'obiettivo di porre fine alla fame in Brasile, compresa la costruzione di cisterne per l'acqua nella regione semi-arida del Brasile di Sertão, oltre ad azioni per contrastare la gravidanza adolescenziale, rafforzare l'agricoltura familiare, distribuire una quantità minima di denaro per i poveri e molte altre misure.
Fome Zero ha un budget governativo e accetta donazioni dal settore privato e da organizzazioni internazionali.
Il più grande programma sociale, tuttavia, è stato Bolsa Família, basato sul precedente programma Bolsa Escola, subordinato alla frequenza scolastica, introdotta per la prima volta nella città di Campinas dall'allora sindaco José Roberto Magalhães Teixeira. Non molto tempo dopo, altri comuni e stati hanno adottato programmi simili. Il presidente Fernando Henrique Cardoso ha successivamente federalizzato il programma nel 2001. Nel 2003, Lula ha costituito la Bolsa Família combinando la Bolsa Escola con quote aggiuntive per il cibo e il gas da cucina. Ciò è stato preceduto dalla creazione di un nuovo ministero: il Ministero per lo Sviluppo Sociale e la Lotta alla Fame. Questa fusione ha ridotto i costi amministrativi e la complessità burocratica sia per le famiglie coinvolte sia per l'amministrazione del programma.
Il programma Bolsa Família è stato elogiato a livello internazionale per i suoi risultati, nonostante le critiche interne che lo accusano di essersi trasformato in un'arma elettorale.
Durante la sua presidenza, grazie a nuove politiche di welfare, milioni di brasiliani hanno sensibilmente migliorato la propria condizione di vita. Il ceto medio brasiliano è così arrivato a raggiungere il 54% della popolazione nel 2013 (presidenza Rousseff). Il Programa Bolsa Família, l'allargamento del Sistema unico di salute (Sus) e il programma Brasil Sem Miseria (Brasile senza povertà), che eroga sussidi a milioni di famiglie, garantendo sostentamento e scolarità gratuita, hanno contribuito a sottrarre milioni di persone dalla fame e dall'indigenza. L'indice di sviluppo umano è così aumentato del 36% nel 2013 rispetto al 1980. Insieme con progetti come Fome Zero e Bolsa Família, il programma di punta dell'amministrazione di Lula è stato il Programa de Aceleração do Crescimento (PAC, Programma di accelerazione della crescita).
Il programma ProUni fornisce sostegno agli studenti provenienti da famiglie a basso reddito e la durata media della scolarizzazione è aumentata da 6,1 anni (nel 1995) a 8,3 anni nel 2010.

#### Politiche economiche
Mentre Lula si rafforzò nella corsa alle elezioni del 2002, il timore di misure drastiche e il paragone con Hugo Chávez del Venezuela aumentarono le speculazioni sul mercato interno. Ciò ha portato a qualche isteria di mercato, contribuendo a una diminuzione del valore del real e a un abbassamento della valutazione creditizia del Brasile.
All'inizio del suo primo mandato, il ministro delle finanze scelto da Lula era Antonio Palocci, un medico ed ex attivista trotskista che aveva ritrattato le sue opinioni d'estrema sinistra mentre serviva come sindaco di Ribeirão Preto, centro dell'industria di lavorazione della canna da zucchero, nello stato di São Paulo. Lula ha anche scelto Henrique Meirelles del Partito della Social Democrazia Brasiliana, un eminente economista orientato al mercato, a capo della Banca centrale brasiliana. Come ex amministratore delegato del BankBoston era noto al mercato. Meirelles fu eletto alla Camera dei Deputati nel 2002 come membro del PSDB avversario, ma si dimise da deputato per diventare Governatore della Banca Centrale.
Silva e il suo gabinetto seguirono in parte la guida del precedente governo, rinnovando tutti gli accordi con il Fondo monetario internazionale, che furono firmati dal momento in cui l'Argentina andò in default nel 2001. Il suo governo raggiunse un soddisfacente saldo di bilancio primario nei primi due anni, come previsto dall'accordo con il FMI, superando l'obiettivo per il terzo anno. Verso la fine del 2005, il governo ha ripagato il suo debito con l'FMI per intero, due anni prima del previsto. Tre anni dopo le elezioni, Lula aveva lentamente ma con fermezza guadagnato la fiducia del mercato, e gli indici di rischio sovrani sono scesi a circa 250 punti.
L'economia brasiliana non è stata generalmente influenzata dallo Scandalo del mensalão, che si riferiva all'acquisto di voti nel Congresso brasiliano. All'inizio del 2006, tuttavia, Palocci ha dovuto rassegnare le dimissioni da Ministro a causa del suo coinvolgimento in uno scandalo di abuso di potere. Lula quindi nominò Guido Mantega, un membro del PT e un economista di professione, come Ministro delle Finanze. Mantega, un ex marxista che aveva scritto una tesi di dottorato (in sociologia) sulla storia delle idee economiche in Brasile da un punto di vista di sinistra, era noto per le sue critiche agli alti tassi di interesse, qualcosa che rivendicava interessi bancari soddisfatti. Mantega sosteneva anche un più alto livello di occupazione da parte dello stato.
Poco dopo l'inizio del suo secondo mandato, il governo di Lula ha annunciato il già nominato Programa de Aceleração do Crescimento (PAC, Programma di accelerazione della crescita), un programma di investimenti per risolvere molti dei problemi che hanno impedito all'economia brasiliana di espandersi più rapidamente. Le misure comprendevano investimenti nella creazione e nella riparazione di strade e ferrovie, la semplificazione e la riduzione della tassazione e la modernizzazione della produzione energetica del paese per evitare ulteriori carenze. L'obiettivo era rafforzare le infrastrutture del Brasile e, di conseguenza, stimolare il settore privato e creare più posti di lavoro. Il denaro impegnato per essere speso per questo programma è stato considerato pari a circa 500 miliardi di real (oltre 250 miliardi di dollari) per quattro anni. Prima di entrare in carica, Lula era stato un critico della privatizzazione. Nel suo governo, tuttavia, la sua amministrazione ha creato concessioni di collaborazione pubblico-privato per sette strade federali.
Il PAC aveva un budget totale di 646 miliardi di real (353 miliardi di dollari) entro il 2010 ed era il principale programma di investimento dell'amministrazione Lula. Il settore delle infrastrutture sociali e urbane avrebbe ricevuto 84,2 miliardi di real (46 miliardi di dollari).
Dopo decenni con il maggiore debito estero tra le economie emergenti, il Brasile è diventato un creditore netto per la prima volta nel gennaio 2008. A metà del 2008, sia Fitch Ratings sia Standard & Poor's avevano elevato la classificazione del debito brasiliano da speculativo a investment grade. Le banche hanno realizzato profitti record sotto il governo di Lula.
Il secondo mandato di Lula fu molto più sicuro essendo non solo il padrone indiscusso dell'affetto popolare, come il primo presidente a portare un modesto benessere a molte persone, ma anche a controllare completamente la propria amministrazione. I suoi due ministri principali erano spariti. Palocci non era più necessario per calmare i nervi degli investitori stranieri e Lula non aveva mai voluto o in qualche modo temuto José Dirceu, un esperto del freddo calcolo politico e intrigo coinvolto anche nello Scandalo del mensalão. La loro eliminazione congiunta ha stabilito Lula come unica guida a Brasilia. Quando, a metà del suo secondo mandato, arrivò un momento di grave crisi dovuta alla crisi di Wall Street nel 2008, lo gestì con disinvoltura. Il Brasile ha goduto di buona salute economica per combattere la crisi finanziaria globale con un grande stimolo economico durato fino alla crisi del 2014.
Le politiche economiche dell'amministrazione Lula hanno anche contribuito a migliorare significativamente il tenore di vita, con la percentuale di brasiliani appartenenti alla classe media consumistica saliti dal 37% al 50% della popolazione.
Sta attuando il programma Fome Zero ("Fame Zero"), che fornisce alle famiglie povere l'accesso ai prodotti alimentari di base attraverso l'assistenza sociale. Durante il primo mandato di Lula, la malnutrizione infantile è diminuita del 46 per cento. Nel maggio 2010, il Programma Alimentare Mondiale (PAM) delle Nazioni Unite ha conferito a Lula da Silva il titolo di "campione del mondo nella lotta contro la fame".

#### Politiche ambientali
Tra il 2004 e il 2012, grazie alle politiche della presidenza Lula, la deforestazione amazzonica è diminuita da 27700 km² all'anno a 4500 km² all'anno.

#### Politiche energetiche:Luz Para Todos
Le questioni relative al settore delle miniere e dell'energia nella piattaforma programmatica del candidato Lula furono discusse in riunioni coordinate dal fisico e ingegnere nucleare Luiz Pinguelli Rosa. Dilma Rousseff fu invitata da Pinguelli a partecipare al gruppo nel giugno del 2001; qui si distinse per la sua buona conoscenza del settore. Per tutti, nel gruppo, era scontato che Pinguelli sarebbe stato il Ministro delle Miniere e dell'Energia in caso di vittoria di Lula alle elezioni del 2002.
Fu grande la sorpresa quando Lula, una volta eletto, scelse Rousseff per quel ruolo. Lula dichiarò: "Nel 2002 arriva una compagna con un piccolo computer portatile in mano. Cominciamo a discutere e subito mi resi conto che lei aveva una marcia in più rispetto agli altri che erano lì con lei, perché lei portava con sé la pratica dell'esperienza come Segretaria per le Miniere e per l'Energia di Rio Grande do Sul. Per questo pensai subito: credo di aver già trovato qui un mio ministro."
Il suo lavoro al ministero fu caratterizzato dal rispetto degli impegni presi da chi l'aveva preceduta, dall'introduzione di un modello elettrico meno concentrato nelle mani dello Stato, al contrario di quello che avrebbero voluto Luiz Pinguelli Rosa e Ildo Sauer. Per quanto riguarda il libero mercato dell'energia, Dilma lo mantenne e lo ampliò. Convinta della necessità di investimenti urgenti nel campo dell'energia elettrica per evitare il rischio di un black out già nel 2009, Dilma trovò una strenua avversaria nel ministro dell'ambiente, Marina Silva, preoccupata per l'impatto ambientale di molte opere proposte dalla Rousseff.
Josè Dirceu, all'epoca ministro capo della Casa Civile, una sorta di ministro dell'interno con poteri di sottosegretario alla Presidenza del Consiglio, dovette dar vita a un'équipe di collaboratori che mediassero tra le posizioni dei due ministri per tentare di risolvere le molte dispute. Amico di Lula, Pinguelli fu nominato presidente della Eletrobrás, (azienda fornitrice di energia elettrica che coordina l'attività di tutte le imprese private brasiliane del settore) ed ebbe, durante il suo mandato, significative divergenze con la ministra Dilma, arrivando a mettere il suo incarico a disposizione di Lula e poi a lasciare il governo.
Mauricio Tolmasquim, che aveva una visione del settore più vicina a quella di Dilma, fu proposto da quest'ultima come sottosegretario esecutivo del ministero. Tolmasquim dichiarò che, man mano che la Rousseff e il suo sottosegretario cominciavano a conoscersi meglio, Dilma fu protagonista di feroci scenate contro lo stesso Tolmasquim: "È il suo modo di fare. Non è niente di personale. E nel giro di cinque minuti torna tutto tranquillo”. Anche Ildo Sauer ebbe vari dissensi con il ministro, che avrebbe respinto le idee di Sauer in materia di statalizzazione, tanto che fu necessario l'intervento diretto dello stesso Lula. Secondo Luciano Zica, ex deputato federale, che si trovò spesso a dissentire con Dilma riguardo a questioni inerenti al problema dell'energia elettrica, "Dilma è la persona più democratica del mondo, a patto che si concordi al 100% con lei".
Dilma propose di accelerare l'obiettivo dell'universalizzazione dell'accesso all'energia elettrica, la cui scadenza era prevista per l'anno 2015, impegnandosi affinché 1,4 milioni di case rurali fossero raggiunte dall'energia elettrica nel 2006. Nel governo precedente era stato lanciato il programma "Luce nel campo" (in portoghese Luz no Campo), con l'obiettivo di incentivare l'agrobusiness. Meta prevista da quel programma era raggiungere un milione di famiglie, ma fino all'inizio del 2003 solo poco più della metà risultavano effettivamente raggiunte. Secondo Dilma, tale programma aveva ottenuto risultati solo negli stati nei quali i governi locali avevano sostenuto la popolazione e propose un programma alternativo, finanziato dal governo. Il finanziamento, inoltre, doveva essere destinato al consumatore finale, non alle imprese.
Il programma fu lanciato nel novembre 2003 con il nome "Luz Para Todos" (Luce per tutti) e mise al centro le regioni a basso indice di sviluppo umano e le famiglie a basso reddito. Obiettivo del programma era raggiungere entro il 2008 due milioni di famiglie. Nell'aprile 2008 il governo aggiornò il programma, prevedendo, entro il 2010, di beneficiare ancora 1,17 milioni di famiglie. Nell'ottobre del 2008, Dilma dovette riconoscere che il governo non sarebbe riuscito a raggiungere la meta in tempo, visto che restavano ancora 100 000 famiglie per l'anno 2009.

#### Politica estera
Conducendo uno stato agricolo ampio e competitivo, Lula si è generalmente opposto e ha criticato i sussidi agricoli, e questa posizione è stata vista come una delle ragioni per l'abbandono dei paesi in via di sviluppo e il successivo crollo dei colloqui dell'Organizzazione mondiale del commercio a Cancún nel 2003 rispetto ai sussidi agricoli del G8. Il Brasile ha svolto un ruolo importante nei negoziati riguardanti i conflitti interni in Venezuela e Colombia e ha concentrato molti sforzi per rafforzare il Mercosur. Durante l'amministrazione Lula, il commercio estero brasiliano è aumentato drasticamente, passando da deficit a diverse eccedenze dopo il 2003. Nel 2004 l'eccedenza è stata di 29 miliardi di dollari, a causa di un sostanziale aumento della domanda globale di materie prime. Il Brasile fornì inoltre truppe alle Nazioni Unite e condusse una missione di peace-keeping a Haiti.
Secondo The Economist del 2 marzo 2006, Lula aveva una politica estera pragmatica, vedendosi come un negoziatore, non un ideologo, un leader abile nel riconciliare gli opposti. Di conseguenza, fece amicizia con il presidente venezuelano Hugo Chávez e con il presidente degli Stati Uniti George W. Bush. Lula ha anche guadagnato una statura crescente nell'emisfero australe attraverso la crescita economica in Brasile. Nel 2008, si dice che sia diventato un "uomo di punta per la guarigione delle crisi regionali", come nell'escalation delle tensioni di quell'anno tra Colombia, Venezuela ed Ecuador.
Ha viaggiato in oltre 80 paesi durante la sua presidenza. Uno degli obiettivi della politica estera di Lula era che il paese ottenesse un seggio come membro permanente del Consiglio di sicurezza delle Nazioni Unite. In questo non ha avuto successo.

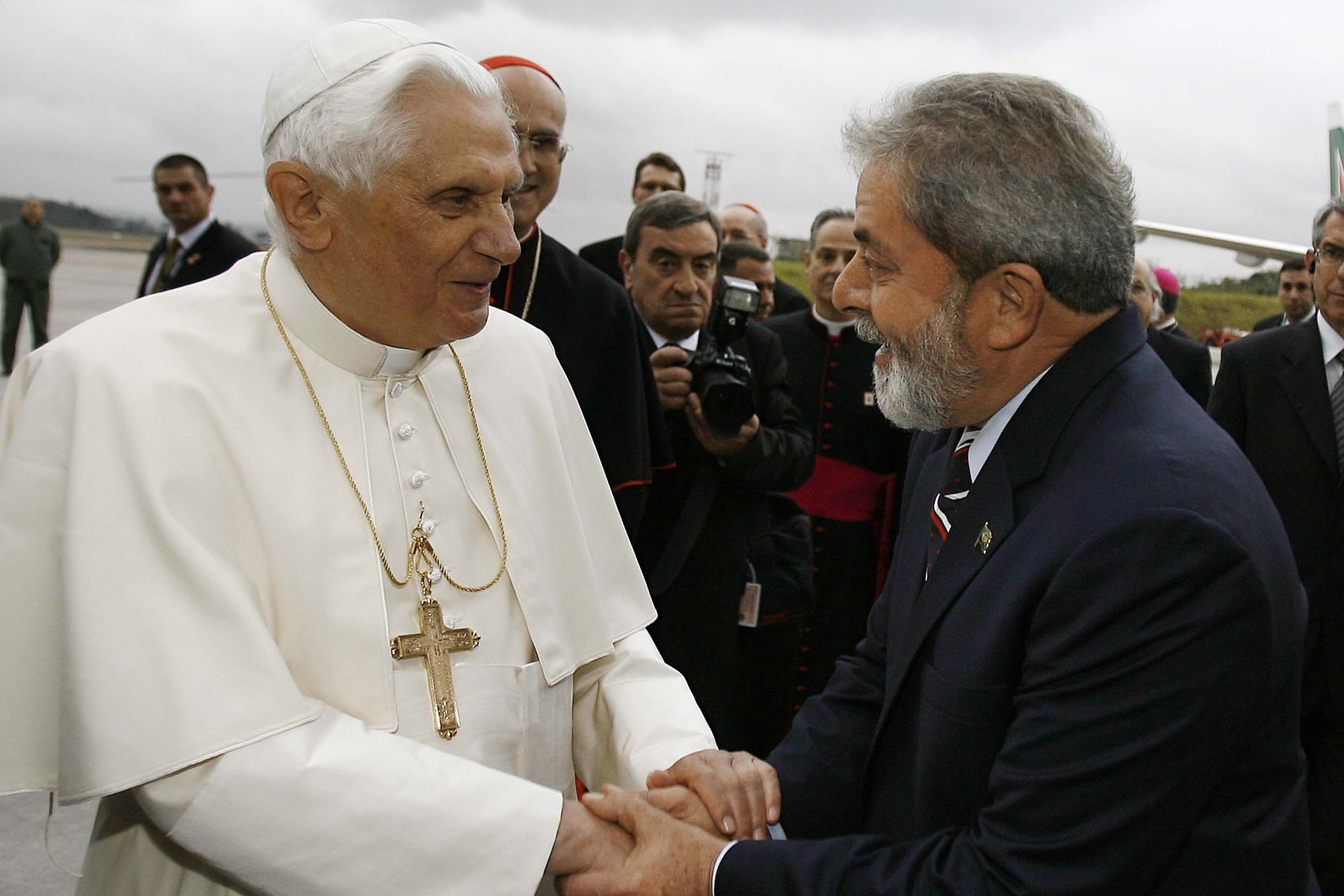
Incontro con papa Benedetto XVI, nel suo viaggio in Brasile il 9 maggio 2007

Il 9 maggio 2007 il Presidente Lula ha ricevuto Papa Benedetto XVI in visita ufficiale in Brasile, arrivato per proclamare santo il francescano Frei Galvão.
Il caso internazionale suscitato dalla condanna di Sakineh Mohammadi Ashtiani per il reato di adulterio, con una sentenza di esecuzione per lapidazione, ha portato a chiedere l'intervento di Lula a suo nome. Sulla questione, Lula ha commentato: "Ho bisogno di rispettare le leggi di un paese [straniero]. Se la mia amicizia con il presidente dell'Iran e il rispetto che ho per lui valgono qualcosa, se questa donna è diventata una seccatura, la riceverà il Brasile". Il governo iraniano, tuttavia, declinò l'offerta. Le azioni e i commenti di Lula hanno suscitato polemiche. Mina Ahadi, politica comunista iraniana, ha accolto l'offerta di asilo di Lula per Ashtiani, ma ha anche ribadito un appello per la fine della lapidazione e chiedendo la cessazione del riconoscimento e del sostegno al governo iraniano a tale pratica. Jackson Diehl, direttore editoriale del Washington Post, ha definito Lula "il miglior amico dei tiranni nel mondo democratico" e ha criticato le sue azioni. Shirin Ebadi, attivista iraniana per i diritti umani e vincitore del Premio Nobel per la Pace, ha osservato l'intervento di Lula in una luce più positiva, definendolo un "potente messaggio alla Repubblica Islamica". Lula ha anche giocato un ruolo importante nel rilascio della cittadina francese Clotilde Reiss arrestata per aver documentato proteste post-elettorali in Iran.

### Passaggio di testimone
Nel giugno del 2010, quattro mesi prima della fine del suo secondo mandato, non potendosi candidare per un terzo mandato consecutivo, ha indicato la politica ed economista Dilma Rousseff, ministro della Casa Civil nel suo governo, per il ruolo di candidata del PT alla presidenza della repubblica.
Durante la campagna per le elezioni presidenziali dell'ottobre 2010, si è speso in prima persona per sostenere la Rousseff e l'ha accompagnata in molte manifestazioni ufficiali del partito. Prima di passare il testimone alla nuova Presidente si oppone all'estradizione dell'ex terrorista italiano Cesare Battisti, condannato all'ergastolo, con sentenza passata in giudicato, per quattro omicidi.
A fine ottobre del 2011 viene rivelato che Lula soffre di un tumore alla laringe e che si sarebbe perciò sottoposto a trattamenti chemioterapici. Lula è guarito dal cancro dopo le cure.

### Ritorno alla carriera politica

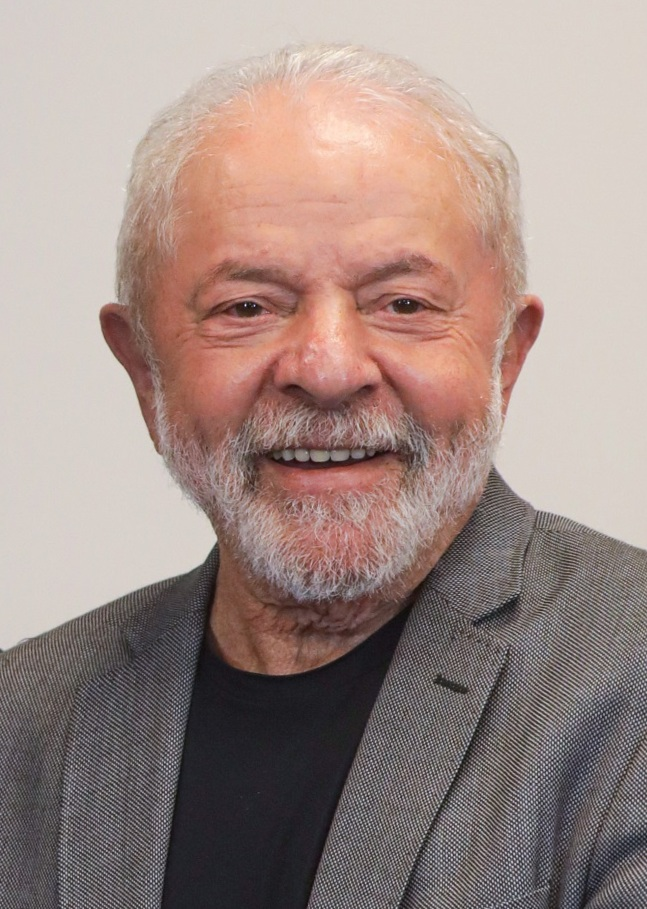
Lula nel 2022

La sua attività politica ha subito un brusco arresto a causa di alcune accuse di corruzione che, fra il 2016 e il 2021, lo porteranno anche alla carcerazione, e da cui verrà riconosciuto completamente estraneo ed innocente, venendo prosciolto. Verrà anche riconosciuta dal Tribunale Supremo la "parzialità" e il fine politico delle precedenti condanne, tese a bloccarne l'attività politica. Riacquistati dunque i pieni diritti civili e politici, Lula è candidato per la terza volta alla Presidenza, alle elezioni generali in Brasile del 2022, risultando vincitore con il 50,9 % dei voti, al secondo turno di ballottaggio contro il presidente uscente, l'ultra-conservatore Jair Bolsonaro.
Come compagno di corsa per la vicepresidenza ha scelto Geraldo Alckmin, un ex avversario politico di destra. Questa scelta avrebbe lo scopo di rassicurare i mercati finanziari, mentre, nota la stampa, "tutto si oppone all'ex operaio Lula, 76 anni, leader storico della sinistra operaia, e a Geraldo Alckmin, 69 anni, perfetta incarnazione dell'alta borghesia conservatrice paulista". Si tratterebbe anche di un adattamento dell'ex presidente a un sistema elettorale che non ha mai permesso al Partito dei Lavoratori di ottenere la maggioranza nel Congresso Nazionale, tradizionalmente dominato dal "centrão", costringendolo a stringere alleanze atipiche per governare. Questa alleanza ricorda la decisione di Dilma Rousseff di prendere Michel Temer come compagno di corsa nel 2014, anche se il PMDB di Michel Temer era più centrista del PSDB di Geraldo Alckmin.
La coalizione "Tutti insieme per il Brasile" (Vamos juntos pelo Brasil), formata da nove partiti che sostengono la candidatura di Lula, presenta un programma incentrato su questioni sociali (in particolare il potere d'acquisto) e sulla tutela dell'ambiente. Previsto ampiamente sconfitto, Jair Bolsonaro ha moltiplicato le sue iniziative nelle settimane precedenti il primo turno: aumento dei minimi sociali, buoni energetici, tagli alle tasse, pressioni sul gruppo petrolifero Petrobras per abbassare le tariffe, facendo scendere il prezzo medio della benzina al livello più basso degli ultimi due anni, che, unito al sostegno delle chiese evangeliche, gli ha permesso di risalire nei sondaggi.
Lula è il primo Presidente eletto nella storia del Brasile post-dittatura ad ottenere oltre 60 milioni di voti (60.345.999), mentre Bolsonaro è il primo presidente uscente a non riuscire a essere rieletto per un secondo mandato.
Il periodo di transizione è caratterizzato da forti tensioni. Dalla sconfitta di Jair Bolsonaro, contestata dai suoi sostenitori, si sono verificati episodi di violenza in tutto il Paese: "attentati sventati, tentativi di invasione di edifici pubblici, auto e autobus bruciati, esplosivi e gilet antiproiettile lasciati lungo la strada". Il Partito liberale di Bolsonaro chiede l'annullamento di parte dei voti di Lula, dando la colpa a "disfunzioni", in modo da poter dichiarare vincitore il presidente in carica. Quest'ultimo, come il suo vicepresidente Hamilton Mourão, si è rifiutato di partecipare al passaggio di poteri, il primo dal ritorno della democrazia, ed è partito per gli Stati Uniti alla vigilia dell'insediamento del suo successore.
Privo di una maggioranza parlamentare, Lula ha condotto difficili negoziati con i partiti del centrão, riconoscendo che "formare un governo è più difficile che vincere le elezioni". I partiti conservatori, come il Partito Social democratico e l'Unione Brasile, hanno vinto molti ministeri: agricoltura, energia, comunicazione, turismo, trasporti, città e pianificazione. Al contrario, la maggior parte dei ministeri chiave (economia, affari esteri, giustizia, difesa, istruzione, lavoro) è affidata a figure di sinistra che da tempo collaborano con lui. L'ambientalista Marina Silva torna al ministero dell'Ambiente e Sonia Guajajara, una figura di spicco nella lotta per i popoli indigeni, viene nominata al ministero dei Popoli indigeni, un ministero altamente simbolico. Per sventare un tentativo di insubordinazione da parte dei comandanti della marina e dell'aviazione che minacciavano di dimettersi dai loro incarichi, annunciò anche un nuovo staff a capo delle forze armate, scelto in base all'anzianità.

### Seconda Presidenza

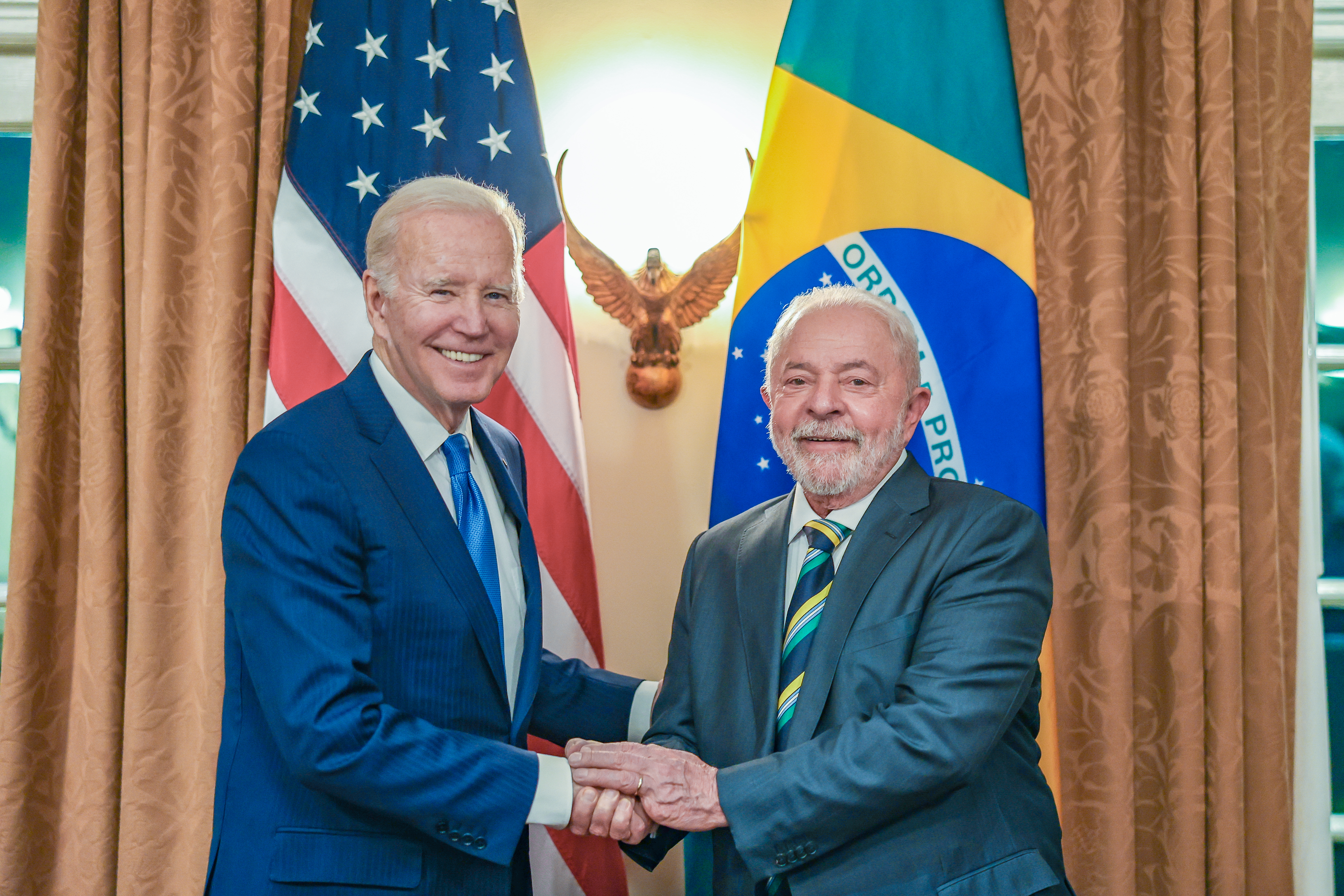
Lula insieme a Joe Biden nel febbraio 2023

In seguito alle elezioni generali in Brasile del 2022 viene eletto per un terzo mandato come presidente del Brasile, e entra in carica il 1 gennaio 2023. Nel suo primo giorno, Lula ha revocato più di una dozzina di decreti ordinati dal suo predecessore. Ha anche ristabilito il funzionamento del Fondo Amazzonico, mentre sono stati emessi decreti per combattere la deforestazione ed è stato abrogato un provvedimento sull'estrazione mineraria illegale. D'altra parte, ha sospeso il rilascio di nuovi permessi per le armi e il progetto di privatizzazione di aziende pubbliche come la compagnia petrolifera Petrobras e il servizio postale Correios. Ha firmato diverse misure provvisorie, una delle quali garantisce il pagamento di 600 real brasiliani (106 euro) alle famiglie iscritte al programma Auxilio Brasil. L'8 gennaio le continue proteste da parte dei sostenitori dell'ex presidente Bolsonaro causano un'insurrezione che si concretizza con l'assalto al congresso nazionale del Brasile. In risposta all'assalto, alle 18:00 dello stesso giorno, Lula ha annunciato di aver firmato un decreto che autorizzò lo stato di emergenza nel Distretto Federale, che sarebbe terminato a fine gennaio 2023.Durante il suo mandato, ha promosso con Alberto Fernández gli studi preliminari per la creazione di una valuta comune tra Argentina e Brasile, da estendere in una seconda fase all'America Latina. Il 9 luglio 2024 Lula si reca in Bolivia per una visita ufficiale volta a "rafforzare i legami di amicizia e di cooperazione tra i due popoli fratelli".

## Vicende giudiziarie
Nel 2016 Lula viene coinvolto nella Operação Lava Jato (Operazione Autolavaggio), con l'accusa di aver ricevuto denaro dalla Petrobras, oltre a favori da parte di imprese, come la costruzione di un ranch e di un appartamento fronte mare. La presidente Dilma Rousseff ha tentato di nominare Lula ministro, secondo alcuni per sottrarlo all'inchiesta, ma la nomina è stata bloccata dalla giustizia.
Il 4 marzo 2016 è stato fermato e interrogato per tre ore nell'ambito di un'inchiesta sui rapporti di Petrobras: Lula ha respinto le accuse di corruzione. A giudizio dopo un anno, Lula è stato ritenuto colpevole di aver accettato tangenti del valore di 3,7 milioni di reais (1,2 milioni di dollari), venendo condannato il 12 luglio 2017 dal giudice Sérgio Moro, in primo grado, a nove anni e mezzo di prigione, ma rimanendo libero in attesa dell'appello. Quando questo è stato deciso, in secondo grado la pena è stata aumentata a 12 anni e la Corte suprema ha respinto il suo appello contro la provvisoria esecutività della sentenza.
Il 7 aprile 2018, dopo aver tenuto un discorso di fronte al Sindacato dei Lavoratori Metallurgici dell’ABC a São Bernardo do Campo, Lula si consegna spontaneamente alla Polizia Federale per rispettare il suo mandato d'arresto e viene condotto a Curitiba a scontare la pena inflittagli. In ragione della condanna, i suoi diritti politici risultano sospesi in conformità con la "Legge Fedina Pulita": "la sua candidatura è virtualmente nulla, perché la legislazione brasiliana impedisce che i condannati in seconda istanza, come il suo caso, possano presentarsi a cariche elettive"; la Corte Suprema ha poi negato anche la sua scarcerazione temporanea.
Secondo i sondaggi Lula avrebbe potuto vincere largamente le elezioni presidenziali, poi vinte da Jair Bolsonaro contro Fernando Haddad. I sostenitori del PT hanno accusato gli avversari di aver ordito un golpe giudiziario contro Lula e Rousseff. In quanto non condannato in via definitiva, il Comitato per i Diritti Umani delle Nazioni Unite ha dichiarato che Lula avrebbe potuto candidarsi alle elezioni.
Nel novembre 2018 ha ricevuto una nuova incriminazione, ma il 7 novembre 2019 il Tribunale supremo federale ha deciso, per 6 voti a 5, che i detenuti condannati in secondo grado devono essere scarcerati in attesa di sentenza definitiva, decisione che è stata applicata anche a Lula.
Dal 7 aprile 2018 all'8 novembre 2019 è stato detenuto a Curitiba, scontando la pena a 12 anni e un mese per corruzione e riciclaggio. Versando in stato di detenzione per una condanna penale, sia pure non ancora definitiva, gli è stato impedito di partecipare alla vita pubblica per tutta la durata della pena.
L'8 novembre 2019 è stato rilasciato dopo 580 giorni di prigionia: la decisione della Corte suprema, che lo riguarda, ha determinato che gli imputati di cui ancora non è stata accertata la colpevolezza possono rimanere in libertà fino alla decisione definitiva.
Il 7 marzo 2021 viene prosciolto da ogni accusa dal Tribunale Supremo Federale del Brasile, tornando quindi eleggibile e riacquisendo i suoi diritti politici. Tale sentenza del Tribunale Supremo dimostra ed enuncia, oltre la incompetenza territoriale e materiale del tribunale di Curitiba, anche come procuratori e giudici dei processi avevano fabbricato prove false per bloccare l'attività politica di Lula e avessero usato una "parzialità" di giudizio, in particolare da parte del giudice Sergio Moro, che in seguito era stato nominato Ministro della giustizia durante la presidenza Bolsonaro. Tale condotta giudiziaria nei processi contro Lula è stata condannata anche dal Comitato per i diritti umani delle Nazioni Unite.

## Vita privata
- Silva: il cognome di Lula è Silva, il cognome più comune in Brasile. In portoghese, la particella da o de non è considerata parte del cognome, ma semplicemente una particella che lega il nome al cognome. Il cognome esatto è quindi Silva e non da Silva.
- Luiz Inácio da Silva: questo è il nome completo di Lula, che ha usato dal 1945 al 1982.
- Lula: questo è il suo soprannome dall'infanzia; è una ripetizione della consonante del suo nome Luiz e in portoghese significa anche calamaro. Lula è conosciuto con questo nome da quando, lavorando in un'industria metallurgica, è diventato uno dei sindacalisti principali della scena nazionale. È conosciuto con questo nome fin dagli albori della sua carriera politica.
- Luiz Inácio Lula da Silva: è il nome completo per legge dal 1982. Nello stesso anno, candidatosi a governatore dello stato di San Paolo, Lula ha cambiato il suo nome legale, aggiungendo il soprannome, con cui era conosciuto in tutto il paese. Secondo le leggi elettorali brasiliane, si può solo usare il proprio nome legale per candidarsi a cariche pubbliche. Se si fosse candidato col nome Luiz Inácio, molti elettori non lo avrebbero riconosciuto.

I giornali brasiliani lo chiamano in maniera formale col suo nome per esteso (Luiz Inácio Lula da Silva), oppure in maniera meno formale con il solo soprannome (Lula).
Nel 1969 sposò Maria de Lourdes, che morì di parto, col loro bambino, nel 1971. Nel 1974 si risposò con Marisa Letícia Rocco Casa, italo-brasiliana, da cui ebbe tre bambini. Ebbe anche una figlia fuori dal matrimonio con Miriam Cordeiro. La moglie è deceduta nel 2017.
Dopo l'arresto ricevette frequenti visite in prigione dalla sociologa Rosângela da Silva (più conosciuta con il soprannome Janja) e l'8 novembre 2019, lo stesso giorno del rilascio, annunciò l'intenzione di sposarla. Il matrimonio è stato celebrato il 18 maggio 2022 a San Paolo.

## Vicende familiari occorse durante la carcerazione
Il 29 gennaio 2019 è morto il fratello Genival Inácio da Silva, "Vavá", ex metallurgico, a causa di un cancro al polmone, e i giudici negano a Lula il permesso di partecipare alle esequie. Il fratello era stato oggetto di intercettazioni e perquisizioni domiciliari da parte della Polizia Federale nell'ambito di un'inchiesta sulle irregolarità delle macchine da gioco truccate, riguardo alla quale il Pubblico Ministero escluse il rinvio a giudizio per insufficienza di prove.
A causa di una meningite fulminante, il nipote Arthur, figlio di Sandro Luís, è morto all'improvviso il 1º marzo 2019, all'età di sette anni. La notizia è stata comunicata su Twitter dalla Presidente del Partito dei Lavoratori, Gleisi Hoffmann, mentre Lula si trovava in carcere; i suoi avvocati hanno presentato istanza di permesso speciale per partecipare al rito funebre.

## Passione calcistica

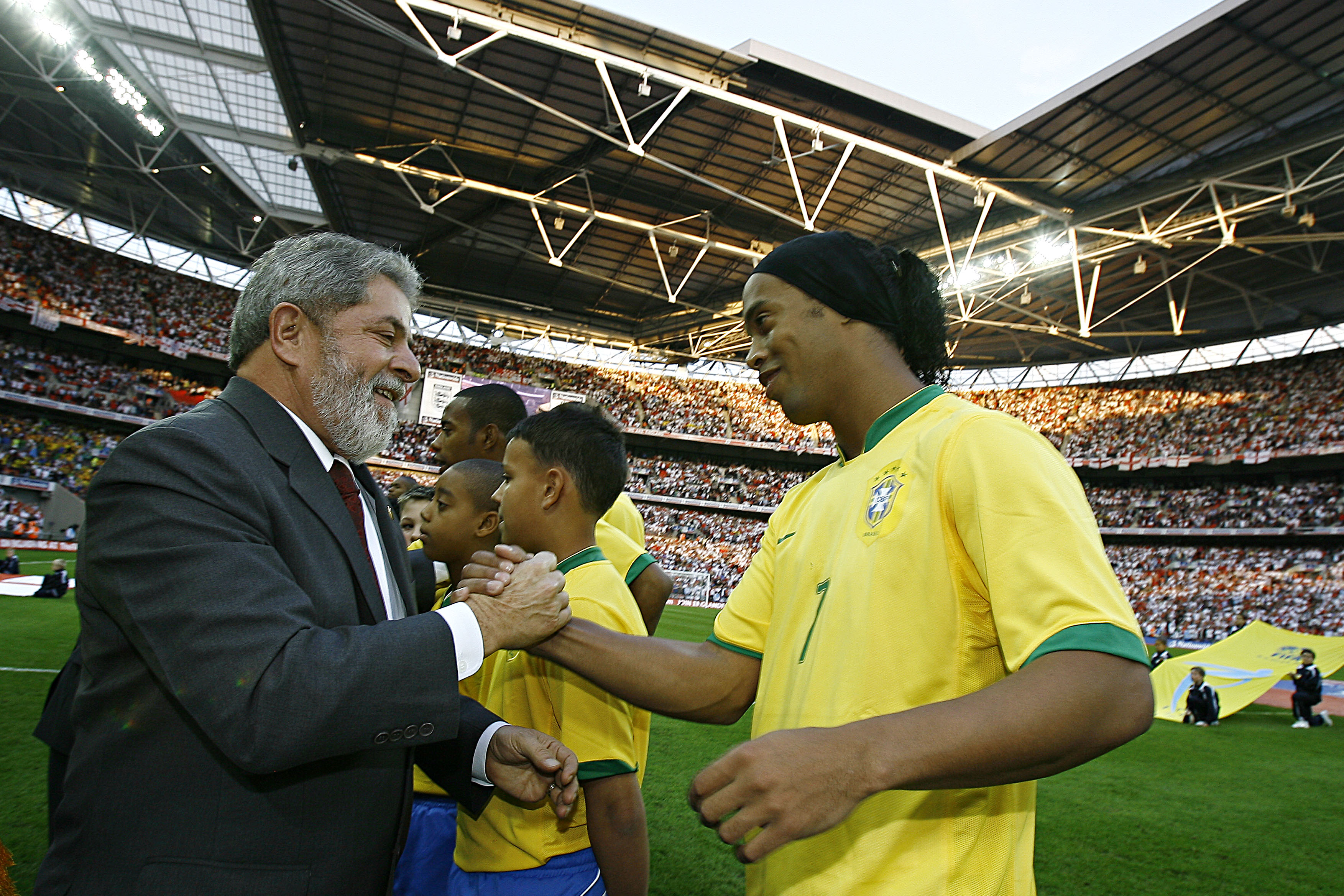
Lula con Ronaldinho prima di Brasile- del 1º giugno 2007

Noto tifoso del Corinthians, nel novembre 2004 nominò Kaká ambasciatore contro la fame del PAM, il programma alimentare mondiale dell'ONU. Nell'autunno 2008, durante una visita in Italia, il presidente rossonero Berlusconi lo accolse facendogli incontrare i calciatori brasiliani che all'epoca facevano parte della squadra.